# غاينجة (بهي دهبكري)
غاینجة (بالفارسية: گاینجه) هي قرية تقع في إيران في قسم بهي دهبکري الريفي (مقاطعة بوكان). يقدر عدد سكانها بـ 22 نسمة بحسب إحصاء 2016.